# Боривой I
Бориво́й I або Борживой I (чеськ. Bořivoj I., між 852 та 855 —  між 888 та 891) — перший історичний чеський князь із роду Пржемисловичів. За легендою він нащадок Пржемисла Орача та Любоші.
Очолюючи союз північно-західних племен Чехії, Боривой I намагався об'єднати чеські землі і створити чеську державу. Поширював християнство (православ'я). Під час правління Боривоя I Чехія, в складі Великоморавського князівства, вела боротьбу проти агресії з боку Східно-франкського королівства.

## Сім'я
Дружина: з 875 року — свята Людмила (бл. 860—15 вересня 921), дочка Славібора, князя Псовського чи Мільчанського.
Діти: 3 дочки і 3 сини, серед них:
- Спігнєв I (875? — 915) — князь Чехії з бл. 894 року
- Вратіслав I (бл. 888—13 лютого 921) — князь Чехії з 915 року.